# Оптиконевромиелит
Оптикомиелит (болезнь Девика) — воспалительное демиелинизирующее заболевание, характеризующееся селективным поражением зрительного нерва (острый и подострый неврит) и спинного мозга (обширный поперечный миелит LETM). Оптикомиелит считался тяжёлым вариантом рассеянного склероза (РС) и часто неправильно диагностируется, как рассеянный склероз, но прогноз и лечение являются различными. На данный момент, в связи с выделением специфического маркера (NMO-IgG), который не встречается при рассеянном склерозе, и особенностями течения, — оптикомиелит выделен в отдельную нозологическую единицу.
Особый вариант РС описан Девиком (Devic) в 1894 г. и получил название «оптикомиелит Девика». Болезнь Девика — редкое аутоиммунное заболевание ЦНС, в которой очаги воспаления и повреждения миелина затрагивают почти исключительно оптический нерв и спинной мозг (поперечный миелит на уровне грудных, реже шейных сегментов). Некоторые авторы разделяют синдром Девика (как вариант РС) и собственно болезнь (морфологически и клинически отличную от РС). Другие считают это синонимами одного и того же заболевания. В литературе имеются сообщения о том, что перед возникновением неврологических симптомов имел место продромальный период в виде лихорадки, инфекции и других аутоиммунных состояний, таких как системная красная волчанка, аутоиммунный тиреоидит, синдром Шегрена. Демиелинизирующее поражение зрительных нервов и спинного мозга может происходить одновременно или последовательно. Возникает временная слепота, иногда постоянная, в одном или обоих глазах. Также наблюдаются различная степень пареза или паралича в ногах, потеря чувствительности и/или дисфункция мочевого пузыря и кишечника вследствие повреждения спинного мозга. Полная клиническая картина болезни может проявиться в течение 8 недель. Течение болезни у взрослых чаще многофазное с периодами обострения и ремиссии и, в отличие от РС, более тяжелое. Патоморфологически очаги демиелинизации при этом заболевании близки к РС, но иногда встречаются нетипичные для последнего диффузные (лат. diffusio — распространение, растекание, рассеивание) воспалительные изменения с выраженным отёком ткани мозга и в редких случаях — с геморрагиями. Данные МРТ и аутопсии свидетельствуют о возможности образования бляшек не только в спинном мозге и зрительных нервах, но и в перивентрикулярном белом веществе; редко — в стволе мозга и мозжечке. По данным МРТ, поражения спинного мозга носят больше некротический характер и затрагивают не менее трех сегментов. Недавнее определение в сыворотке крови больных aquaporin-4 антител (AQP) (специфических IgG) четко дифференцирует оптиконевромиелит от РС [3-5]. Кроме этого, в клинике, в отличие от РС, начало заболевания приходится на более старший возраст, чаще болеют женщины, и в спинномозговой жидкости наблюдается плеоцитоз с повышенным содержанием белка без олигоклональных антител. Повторные исследования уровня специфических IgG позволяют наблюдать ответ на лечение и в целом мониторить заболевание.
На сегодняшний день общепринятого стандарта в лечении синдрома Девика нет. Обычно применяют симптоматическое и поддерживающее лечение. Возможно назначение кортикостероидов. В лечении острого демиелинизирующего энцефаломиелита используют кортикостероидные препараты, внутривенное введение иммуноглобулина и метилпреднизолона.
Синдром Девика во многих случаях приводит к летальному исходу. Острый демиелинизирующий энцефаломиелит у части пациентов заканчивается полным или почти полным выздоровлением, в некоторых случаях сохраняются остаточные явления. В тяжёлых случаях острый демиелинизирующий энцефаломиелит также может приводить к летальному исходу.
Болезнь Девика у детей встречается редко. В отличие от взрослых, у детей клиническое течение заболевания однофазное, без рецидивов, при своевременном начале приёма кортикостероидов и иммунодепрессивной терапии отмечается благоприятный прогноз [7, 9].

## Основные данные
Многие аспекты патогенеза до сих пор не ясны. Основной мишенью для иммунной реакции является аквапорин-4 (AQP4). Сывороточные антитела, известные как NMO-IgG, связываются с церебральными микрососудами, мягкой мозговой оболочкой, пространствами Вихрова-Робина. Аквапорин-4 находящийся в отростках астроцитов или покрывающий участки сосудов не покрытых астроцитарными ножками, участвует в образовании гематоэнцефалического барьера, при поражении, не может справиться со своей функцией. Повреждение астроцитов способствует доступу других иммунных компонентов в ЦНС.
Специфическим маркером является NMO-IgG

## Симптоматика, патоморфологические изменения
Обычно, первично, наступают нарушения зрения, в виде его снижения, вплоть до полной утраты, а через некоторое время присоединяется симптомы тяжелого поперечного миелита — парапарезы, тетрапарезы, нарушение функции тазовых органов. Заболевание протекает чаще однофазно, редко бывает мультифазным.
Патоморфологическая картина — демиелинизация в зрительных нервах, тяжелые поражения (не менее 3 сегментов) вплоть до обширного некроза спинного мозга.

## Лечение
Существует специфическое лечение болезни Девика, ранее использовались препараты частично блокирующие В-клетки, такие как митоксантрон, с появлением в арсенале ритуксимаба, было отмечено существенное сдерживание заболевания
Используют симптоматическое лечение. В период обострения эффективен плазмаферез, также используют глюкокортикоиды и иммунодепрессанты 
В 2019 году регуляторы систем здравоохранения США (FDA), ЕС (EMA) и Японии (MHLW)  одобрили лекарство Soliris (экулизумаб) в качестве лечения для заболеваний из спектра оптикомиелит-ассоциированных расстройств (NMOSD). В 2020 году были одобрены сатрализумаб и инебилизумаб.